# Aidia rhacodosepala
Aidia rhacodosepala är en måreväxtart som först beskrevs av Karl Moritz Schumann, och fick sitt nu gällande namn av Ernest Marie Antoine Petit. Aidia rhacodosepala ingår i släktet Aidia och familjen måreväxter.
Artens utbredningsområde är Kamerun. Inga underarter finns listade i Catalogue of Life.